# Liu Tingting
Liu Tingting, född 29 oktober 1990, är en friidrottare från Kina. Hon deltog vid olympiska sommarspelen 2016.